# SGI Fuel
El SGI Fuel es una estación de trabajo de rango medio desarrollada y fabricada por Silicon Graphics, Inc. (SGI). Fue introducido en enero de 2002, con un precio de lista de US $11.495. Junto con toda la plataforma MIPS, la disponibilidad general para el Fuel finalizó el 29 de diciembre de 2006. No se proporcionó un producto equivalente para el mismo segmento de mercado hasta 2008, cuando se introdujo la línea de productos Virtu, basada en microprocesadores x86 y gráficos Nvidia. 
El Fuel a veces se percibe como el sucesor del SGI O2, pero no lo es (SGI nunca hizo un nuevo sistema de gama baja después del O2). El Fuel fue la respuesta de rango medio de SGI a los clientes que solo querían un sistema con un solo procesador, aunque el límite de RAM de 4 GB llevó a menos ventas de lo que hubiera sido el caso, por ejemplo, los clientes que usan ANSYS hubieran preferido al menos 8 GB de RAM. El hermano mayor de Fuel es el SGI Tezro, un sistema que puede tener hasta cuatro CPUs  R16000 con 16 MB L2 cada una. Tanto Fuel como Tezro se basan en la arquitectura Origin 3000. 

## Arquitectura
El Fuel se basa en la misma arquitectura que el servidor Origin 3000 de gama alta. Es esencialmente un solo nodo, un solo procesador Origin 3000, que comparte muchas de las mismas características y componentes. 

### Procesadores
El Fuel presenta un microprocesador R14000 o R16000. El R14000 tiene una velocidad de reloj de 500 o 600 MHz, y está acompañado por un caché L2 de 2 o 4 MB respectivamente. El R16000 tiene una velocidad de reloj de 700, 800 o 900 MHz y está acompañado por un caché L2 de 4 MB, a excepción de la variante de 900 MHz, que tiene un caché L2 de 8 MB. La velocidad del caché L2 se registra a la mitad de la velocidad del microprocesador, por ejemplo el R14000 a 250 MHz siendo de 500 MHz. El R16000 de 900 MHz es extremadamente raro, tal vez debido a la falta de promoción de SGI cuando se introdujo. Si bien las velocidades de estos procesadores pueden parecer bajas por el momento, los puntos de referencia muestran que para ciertas tareas especializadas que involucran pequeños conjuntos de datos, un Fuel con un R16000 de 700 MHz puede ser equivalente a un Pentium 4 de 3.0 GHz (por ejemplo, C-Ray). 

### Memoria
El Fuel incluye 512 MB de memoria como estándar. Usando DDR SDRAM DIMM patentados, se puede actualizar a un máximo de 4 GB a través de cuatro ranuras en dos bancos. 

### Gráficos
El Fuel viene con dos opciones gráficas VPro, la V10 y la V12. V10 tiene 32 MB de memoria combinada, V12 tiene 128 MB de memoria combinada. En ambos casos, la memoria que no se utiliza para la visualización está disponible para su uso como memoria de textura. El V12 admite imágenes RGBA de 48 bits de alta calidad y ambas opciones admiten imágenes 2D aceleradas por hardware utilizando las extensiones OpenGL ARB (rotación en tiempo real, zum, desplazamiento, ajustes de funciones). La aplicación mplayer utiliza el hardware de gráficos 3D para acelerar la reproducción de películas, lo que brinda un buen soporte para DivX, MPEG4 y otros formatos.

### Audio
En su configuración estándar, el Fuel no viene con ningún hardware de audio, aunque los altavoces pueden conectarse a través de una tarjeta de sonido de bus serie universal. La solución más común para agregar capacidades de audio es instalar una tarjeta de sonido M-Audio Revolution 7.1 PCI, aunque también se puede usar la Sound Blaster Audigy 2 ZS. Opciones de audio adicionales utilizando tarjetas de expansión PCI están disponibles. 

### Expansiones
El Fuel tiene cuatro ranuras PCI de 3.3V de 64 bits para expansión, dos de las cuales funcionan a 33 MHz y dos de los cuales se ejecutan a 66 Megahercio. El sistema también tiene dos buses SCSI Ultra160 internos, con espacio para dos dispositivos internos de 5.25 "y tres discos duros internos. El Fuel generalmente se envía con discos SCSI de 10,000 rpm, pero puede aprovechar las ventajas de los modelos de 15,000 rpm, con anchos de banda sostenidos de hasta tres veces más rápido de lo que es posible con el bus UW interno de Octane 2. El Fuel fue también el primer sistema SGI que admitió dispositivos USB en IRIX, aunque los dispositivos de audio y HID USB fueron los únicos compatibles. 

## Sistema operativo
El SGI Fuel solo es oficialmente capaz de ejecutar el sistema operativo IRIX de SGI. El soporte comienza con IRIX versión 6.5.17. 